# Vitanci
Vitanci (mazedonisch Витанци) ist ein Dorf im zentralen Teil Nordmazedoniens, das zur Gemeinde Čaška gehört. Die nächstgelegene Stadt ist Veles.

## Geschichte

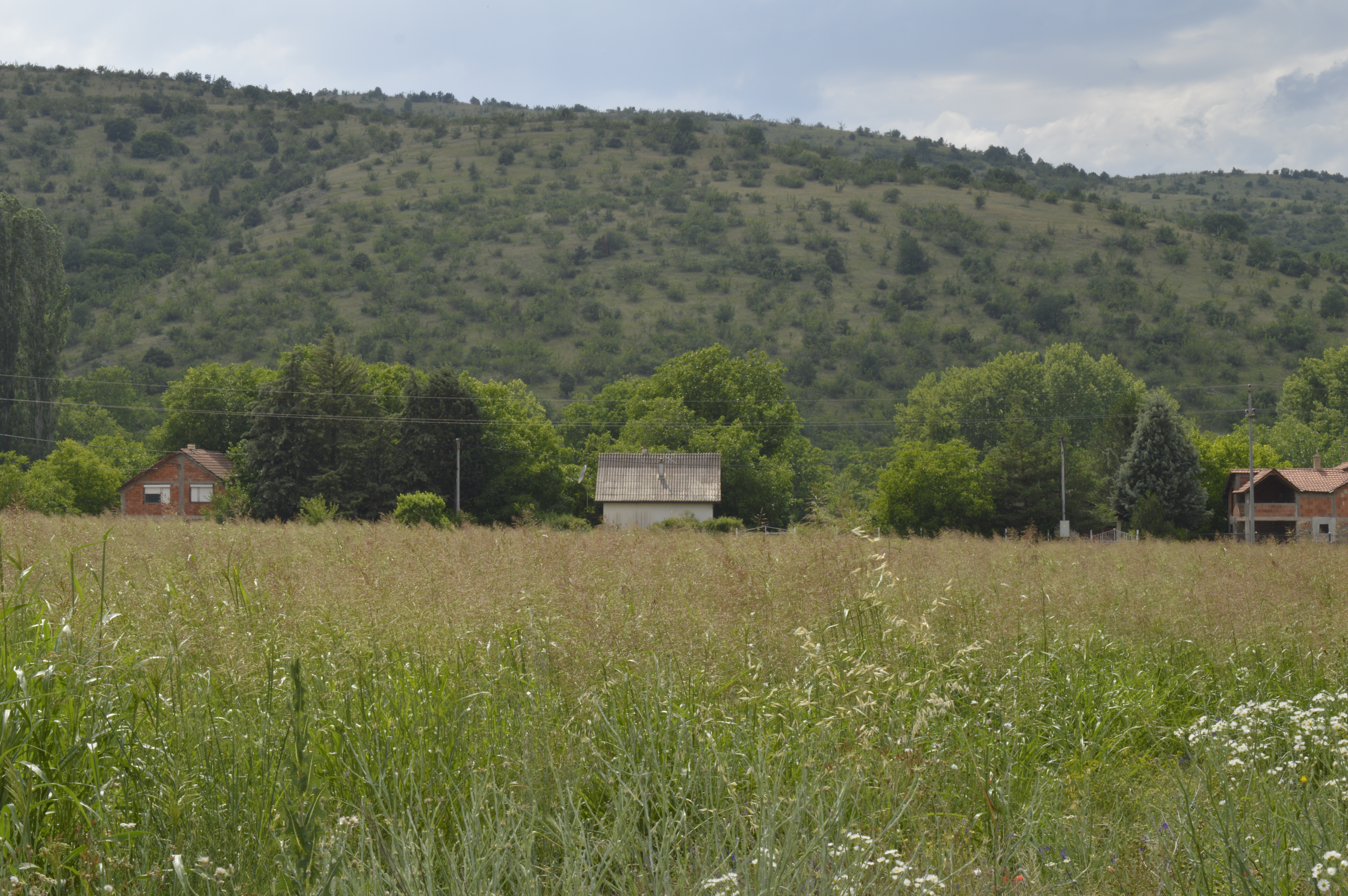
Blick auf Vitanci

In der französischsprachigen Statistik Ethnographie des Vilayets d'Andrinople, de Monastir et de Salonique zählte im Jahr 1873 Vitanci 9 Familien mit 38 Bulgaren auf.
Seine Bewohner bekannten sich zu Beginn des 19. Jahrhunderts in einem Plebiszit zum bulgarischen Exarchat und waren Teil des bulgarischen Millets. Laut der Statistik des Ethnographen Wassil Kantschow aus dem Jahr 1900 zählte Vitanci 60 Einwohner, welche sich allesamt als Bulgaren deklarierten. Nach den Statistiken des Sekretärs des Exarchats Dimitar Mischew (La Macedoine et sa Population Chrétienne) im Jahr 1905 lebten in Vitanci 80 bulgarische Exarchisten.
1927 führte der deutsche Forscher Leonhard Schultze Vitanci auf seiner Karte Mazedoniens auf und ordnete es als ein bulgarisch-christliches Dorf ein. Laut der letzten Volkszählung von 2002 wies das Dorf keine Einwohner auf.